# Пеце Атанасовски
Пеце Атанасовски (1925—1996) био је југословенски и македонски музичар, гајдаш, вођа оркестра и извођач македонске народне музике, као и композитор новокомпонованих народних песама.

## Биографија
Пеце Атанасовски је рођен 25. октобра 1925. године у селу Долнени, Прилеп. Његови први музички ангажмани почели су са националном радио станицом. Професионално се ангажовао у Радио Скопљу од 1946. године и у ансамблу народних песама и игара „Танец” из Скопља, почевши од 1950.
Атанасовски је једна од кључних личности у македонском фолклору после Другог светског рата. Од 1959. до одласка у пензију, био је шеф оркестра Радио Скопља и кореограф преко двадесет културно-уметничких друштва у Македонији. Од 1966. године, у наредних 29 година, водио је Фолклорну школу за странце у Отешеву. Године 1973. основао је и био директор Долненског фестивала, који је после његове смрти назван Фестивал народних инструмената и песме „Пеце Атанасовски”. Својим наступима са различитим културним друштвима широм света промовисао је македонску музику. Антанасовски је добитник 19 међународних награда на међународним фестивалима у Ланголену (Енглеска), у Брну итд. У конкуренцији од 1800 гајдаша из целог света, освојио је прво место и „Златну гајду” на фестивалу у Еричу, Италија 1968. године. Као светски признати инструменталиста, држао је часове на различитим универзитетима широм света, од Лос Анђелеса до Токија. Током своје каријере, Атанасовски је окупио импресивну фолклорну колекцију од око 20.000 народних песама и плесова. Урадио је новокомпоноване народне песме, као што су Ајде чудо, чудо и Като, Като, Катерино.
Преминуо је 14. септембра 1996. године у Скопљу.